# Ulrike Krafft
Ulrike Krafft (* 31. März 1984) ist eine deutsche Automobilrennfahrerin.

## Karriere
Ulrike Krafft begann ihre Motorsportkarriere im Tourenwagensport. Sie startete 2010 und 2011 mit einem Ford Fiesta 1.6 des Teams ATM Speed Ladies in der 2. Division der ADAC-Procar-Serie. In beiden Jahren belegte sie den fünften Platz in der Division-2-Wertung.
Von 2011 bis 2016 fuhr sie mit einem Ford Fiesta 1.6 von Ravenol Team und 2016 von Arkonic Racing in der Super 1600-Wertung des European Touring Car Cup. Ihre besten Resultate in der Rennserie erreichte sie 2011 und 2014 jeweils mit dem Vizemeistertitel in der Super 1600-Wertung. In den anderen Meisterschaftsjahren 2012, 2013 und 2015 wurde sie Dritte in ihrer Klasse.
Ulrike Krafft ist ausgebildete Diplom-Ingenieurin Maschinenbau.